# LexisNexis
LexisNexis — международная компания, работающая в сфере информационных услуг (предоставление онлайн-доступа к многоотраслевым базам данных). Была основана в 1977 году Дональдом Уилсоном (англ. H. Donald Wilson, 1925—2006), с 1994 года принадлежит медиагруппе Reed Elsevier (контролирующей также нидерландский издательский дом Elsevier и британский Reed). Основные ресурсы — база правовой информации Lexis.com и база новостной и бизнес-информации Nexis.com. Считается крупнейшей в мире онлайн-библиотекой юридической, архивной и деловой информации
Центральный офис — в Дейтоне, по состоянию на 2013 год офисы открыты в 100 странах, общее количество сотрудников — 15 тыс.

## История
В 1970 году The Mead Corporation создает дочернюю компанию Mead Data Central, президентом которой становится Х. Дональд Уилсон. Через три года она презентует сервисы LEXIS and NAARS. Первый представлял юридическую информацию по штатам Огайо и Нью-Йорк и некоторую другую профильную и информацию федерального значения. Второй — это Национальная служба автоматизированных исследований бухгалтерского учета — база данных Американского института сертифицированных общественных бухгалтеров. В 1974 году LexisNexis создает и внедряет собственную частную телекоммуникационную сеть, чтобы обеспечить своим клиентам в крупных городах бесперебойный доступ к своим услугам. В следующем году Lexis делает маркетинговый ход — устанавливает свой продукт в юридических библиотеках высших учебных заведений. Через четыре года появляется терминал UBIQ, давший персональный доступ в систему с рабочего места руководящему персоналу клиентов. В 1980 году внедрён сервис NEXIS, предоставляющий информационную рассылку от The Washington Post, Newsweek, The Economist, а также информационных агентств Reuters и Associated Press. В том же году сервис покрыл всю Америку и вышел на британский рынок. Ещё год спустя сервис приходит во Францию. Центральный офис компании переезжает в Дейтона из Нью-Йорка. В 1990 году впервые 100 000 обращений к системе было сделано за один день. Через 2 года этот показатель удвоился. В 1998 году их уже было 600 000. Годом позднее у пользователей, не имеющих постоянного контракта с LEXIS-NEXIS, появляется возможность получать отдельные документы, разово оплатив услугу. В 2000 году LEXIS-NEXIS Европа выходит на сделку по покупке Business Information Product (BIP) — подразделения Financial Times Group, которое издавало FT Profile, FT Discovery и FT NewsWatch. В 2003 году LexisNexis становится официальным юридическим издательским спонсором Международной ассоциации юристов.

## Информационные продукты

### Nexis Diligence
Онлайн-сервис для выявления структур компаний и аффилированных лиц. Содержит информацию об акционерах, бенефициарах, финансовой отчётности, негативных новостях и юридической истории компаний и лиц по 123 странам мира.

### BatchNameCheck
Программа, которая интегрируется с корпоративной базой данных (CRM/ERP-системой). Позволяет делать автоматический скрининг контрагентов по спискам санкций, чёрным спискам и спискам политических должностных лиц (PEP-листам).

### Nexis
База данных материалов СМИ и бизнес-информации, собираемая из более чем 35 тыс. источников, среди которых есть практически все крупнейшие общеинформационные периодические издания международного значения (такие, как International Herald Tribune, South China Morning Post, The New York Times, The Guardian, El Pais, The Economist, Frankfurter Allgemeine Zeitung, De Telegraaf, De Standaard), а также значительное количество отраслевой периодики.

### Lexis Advance
Правовая база данных, содержит законодательство, комментарии, судебные дела, онлайн-книги и формы договоров США, законодательство и судебные дела Англии, ЕС, Канады и других стран, а также более 1000 юридических журналов.

### Lexis PSL
База документов по английскому праву. Содержит шаблоны документов, чек-листы, информацию о судебных делах и прецедентах и комментарии авторов.

### Lexis Library
Содержит судебные дела, законодательство, комментарии, формы договоров, онлайн-книги и юридические журналы Англии.

### LexisNexis PatentSight
Решение для патентного анализа, интегрирующее большие данные патентов с информацией о компаниях. Оценивает патенты на основе научно обоснованной методологии Patent Asset Index™.

### LexisNexis Total Patent One
Содержит базы данных патентов 107 стран, в том числе полные тексты патентов 30 стран, а также инструменты для анализа патентной информации.

### Nexis Newsdesk
Представляет собой базу данных для мониторинга и анализа СМИ по всему миру. Содержит более 100 тысяч источников: печатных и электронных СМИ, лент новостных агентств, интернет-сайтов, блогов, транскриптов теле- и радионовостей.

### Nexis Social Analytics
Система для мониторинга социальных сетей. Позволяет отслеживать публикации и комментарии на 187 языках и содержит технологию распознавания изображений.